# Хадера, Ильфенеш
Ильфенеш Хадера (англ. Ilfenesh Hadera; род. 1 декабря 1985, Нью-Йорк, Нью-Йорк) — американская актриса эфиопского происхождения. Известна своими ролями в фильме  «Спасатели Малибу» 2017 года и сериале «Крёстный отец Гарлема» 2019 года.

## Ранний период жизни
Хадера родилась 1 декабря 1985 года в Гарлеме. Имеет эфиопские и европейские корни. Её отец Асфаха — беженец из Эфиопии, представитель народности тиграи и основатель неправительственной организации African Services Committee, организации в Гарлеме, которая работает с африканскими иммигрантами. Её мать, Ким Николс, является одним из исполнительных директоров этой организации. До старта актёрской карьеры Ильфенеш также работала в African Services Committee в качестве волонтёра. Ильфенеш работала официанткой в течение 10 лет до своего дебюта в качестве актрисы телесериалов.
Актёрскому искусству обучалась в Гарлемской школе искусств, а затем в средней школе Фьорелло Х. Ла Гуардия. Позже получила степень магистра в области написания сценариев и исполнительского мастерства в Королевском колледже Лондона / RADA.

## Карьера
В 2010 году  дебютировала в кино в комедийной драме «1/20».
Позже, после знакомства с режиссёром Спайком Ли, стала сниматься в его фильмах. Среди её ролей можно отметить игру в сериале «Чёрный список», фильме «Олдбой», сериале «Покажите мне героя», фильме «Чирак», сериалах «Пожарные Чикаго», «Каратель», «Ей это нужно позарез» и «Крёстный отец Гарлема».
Хадера снялась в роли Стефани Холден в фильме 2017 года «Спасатели Малибу», в 2018 году сыграла в сериале «Хитрость» и сериале «Миллиарды».

## Фильмография

### Фильмы
| Год  | заглавие         | Роль           | Примечания |
| ---- | ---------------- | -------------- | ---------- |
| 2010 | 1/20             | Хейзел         |            |
| 2013 | Oлдбой           | Джуди          |            |
| 2015 | Чирак            | Г-жа МакКлауд  |            |
| 2017 | Спасатели Малибу | Стефани Холден |            |
| 2024 | Каменщик         | Тай            |            |
| 2025 | Рай и ад         | Пэм Кинг       |            |

### Телевидение
| Год       | заглавие              | Роль             | Примечания                   |
| --------- | --------------------- | ---------------- | ---------------------------- |
| 2011      | Da Brick              | Saalinge         | Телевизионный фильм          |
| 2013      | Чёрный список         | Дженнифер Палмер | Эпизод: «Пилот»              |
| 2015      | Покажи мне героя      | Кармен Феблес    | Телевизионный мини-сериал    |
| 2015      | Пожарные Чикаго       | Серена           | Повторяющаяся роль; 3 серии  |
| 2016      | Трудные люди          | Эбби             | Эпизод: «Патчи»              |
| 2016—2017 | Миллиарды             | Деб Кави         | Повторяющаяся роль; 20 серий |
| 2016      | Приговор              | Наоми Голден     | Повторяющаяся роль; 2 серии  |
| 2017      | Мастер не на все руки | Лиза             | Повторяющаяся роль; 3 серии  |
| 2017      | Каратель              | Госпожа          | Эпизод: «Прицел»             |
| 2017—2019 | Ей это нужно позарез  | Gilstrap         | Повторяющаяся роль; 10 серий |
| 2018      | Хитрость              | Кей Дэниелс      | Главная роль; 13 серий       |
| 2019—2023 | Крёстный отец Гарлема | Мэйми Джонсон    | Главная роль                 |
| 2021—2022 | Голубая кровь         | Анжела Реддик    | 2 эпизода                    |
| 2023      | Восточный Нью-Йорк    | Вонни Дискант    | 1 эпизод                     |
| 2023—2024 | Великий уравнитель    | Мишель Чемберс   | 2 эпизода                    |